# Lago do Amapá
O lago do Amapá é um lago brasileiro situado à margem direita do rio Acre, um dos principais afluentes do rio Purus, próximo da capital do estado do Acre, Rio Branco.
Na Amazônia Sul Ocidental, onde se destacam as bacias hidrográficas dos rios Rio Juruá, Purus e Madeira, são frequentes os lagos em forma de ferradura. O lago do Amapá é um desses, e foi formado há mais de 40 anos, por um meandro abandonado do rio Acre. É um corpo de água aberto, pouco profundo, com cerca de 6 km de comprimento, e mantém uma rica fauna e flora. As suas margens apresentam-se circundadas na sua totalidade pela floresta tropical densa.
O lago apresenta-se em processo de colmatação. Além de receber a carga em suspensão do rio formador, sobretudo na época das enchentes decenais, o lago sofre processos de assoreamento e eutrofização decorrentes da ação antrópica - pesca predatória, desmatamento, abertura de uma rodovia não pavimentada, bem como a ocupação desordenada das suas margens. Centro e trinta famílias vivem no entorno do Lago do Amapá.
O processo de criação da APA Lago do Amapá teve início em 2004, a partir de um movimento da comunidade local, representada pela Associação dos Moradores e Produtores da Estrada do Amapá (AMPREA), contra a pesca predatória e a desmatamento na ilha do lago Amapá. No total, a APA tem mais de 5.200 hectares. A área foi definida como prioritária para o desenvolvimento diferenciado e para a conservação dos recursos naturais, conforme o Zoneamento Ecológico-Econômico de 2000.